# 琉璃寺镇
琉璃寺镇，是中华人民共和国山東省聊城市高唐县下辖的一个乡镇级行政单位。

## 行政区划
琉璃寺镇下辖以下地区：
茄子王村、西牛村、徐庙村、南姜村、郭店村、王官屯村、安阜屯村、郝庄村、秦庄村、陈营村、北蒋村、营坊村、琉璃寺社区村、后蒋屯村和许家楼村。